# Limnellia fallax
Limnellia fallax är en tvåvingeart som först beskrevs av Leander Czerny 1903.  Limnellia fallax ingår i släktet Limnellia och familjen vattenflugor. Arten är reproducerande i Sverige. Inga underarter finns listade i Catalogue of Life.